# Konstantin Smeshko
Konstantin Evgenievich Smeshko (en ruso: Константи́н Евге́ньевич Смешко́; 28 de diciembre de 1962 - 26 de diciembre de 2024) fue un Mayor General ruso que fue subjefe de las Tropas de Ingenieros.

## Biografía

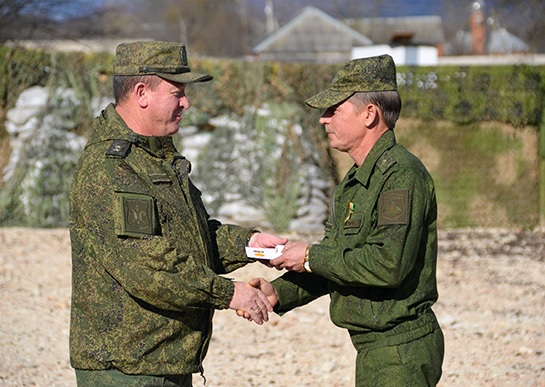
Stavitsky y Smeshko

Hasta el 9 de enero de 2011 ocupó el cargo de Jefe de las Tropas de Ingeniería del Distrito Militar del Lejano Oriente, luego, por decreto del Presidente de la Federación de Rusia, Dmitry Medvedev, fue nombrado Jefe de las Tropas de Ingeniería del Distrito Militar Oriental.
Comandó las tropas de ingenieros del Distrito Militar del Lejano Oriente y del Distrito Militar del Sur entre 2012 y 2017.
En 2015, fue responsable de la limpieza de objetos explosivos en Chechenia e Ingusetia. Por ello, se le concedió la distinción "Maestría en la limpieza de minas (para el Partido) en la República de Chechenia y la República de Ingusetia". Posteriormente, también dirigió el desminado cerca de Deir ez-Zor, Siria, en 2017.
Muerto en un lugar desconocido, presuntamente por un ataque de HIMARS en uno de los múltiples ataques perpetrados en diciembre. Su funeral se celebró en Moscú a finales de diciembre de 2024.